# Constance (reine de Sicile)
Pour les articles homonymes, voir Constance et Constance de Sicile.
Constance de Sicile (en allemand : Konstanze von Sizilien) également nommée Constance de Hauteville (en italien : Constanza d'Altavilla), née posthume le 2 novembre 1154 et morte le 27 novembre 1198 à Palerme, est une princesse de la maison de Hauteville, fille posthume du roi normand Roger II de Sicile (mort en février 1154) et de Beatrix de Rethel. Mariée au roi Henri VI en 1186, elle fut reine de Germanie puis impératrice du Saint-Empire jusqu'à la mort de son époux en 1197. Après la prise de Palerme en 1194 et la destitution du roi Guillaume III, elle hérite notamment du royaume de Sicile.

## Biographie

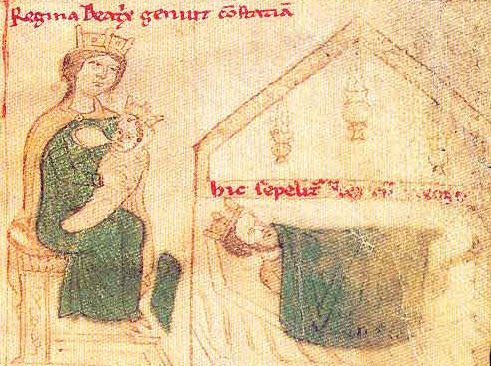
Béatrice de Rethel et sa fille Constance de Hauteville.

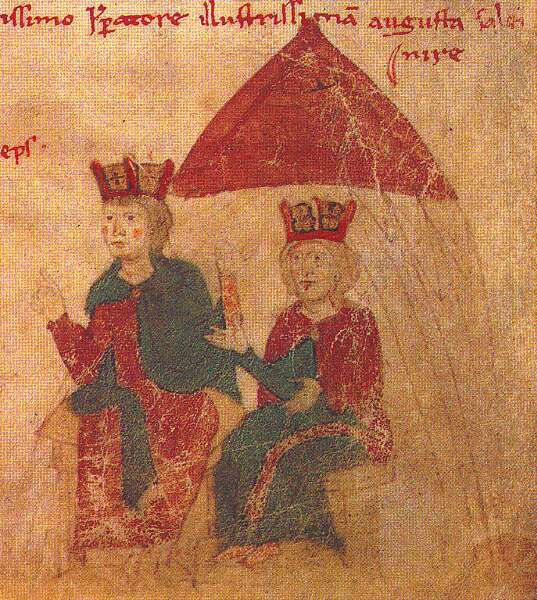
et Constance de Hauteville.

Son neveu, le roi Guillaume le Bon, la donne en mariage au prince impérial germanique Henri de Hohenstaufen, fils de l'empereur germanique Frédéric Barberousse (1186). La mort prématurée et sans descendance légitime de son neveu en 1189 plonge le royaume siciliano-normand dans de graves problèmes de succession lorsque l'empire germanique prétend à l'héritage du royaume par mariage et Constance est un moment prisonnière du candidat normand, Tancrède de Lecce, couronné roi à Palerme au début de l'année 1190. Capturée à Salerne, elle est ramenée à Palerme puis éloignée à Naples avant d'être finalement libérée par son mari, Henri de Hohenstaufen, vainqueur de Tancrède et couronné enfin roi le 25 décembre 1194 ; Constance devient dès lors reine de Sicile. Elle ne peut empêcher le pillage des richesses de l'île par les troupes germaniques et la sévère répression de son mari envers la noblesse normande. Cependant, à la mort de ce dernier en 1197, elle renvoie un certain nombre de seigneurs germaniques installés dans le royaume. Mère du futur roi de Sicile, Frédéric de Hohenstaufen, la « stupor mundi », elle meurt peu de temps après son époux, le 27 novembre 1198, après avoir confié par testament la régence du royaume de Sicile au pape Innocent III.
Dante la mentionne dans la Divine Comédie en l'appelant « gran Costanza », Grande Constance (Paradis, III).